# تربت حيدرية
تربت حيدرية مدينة إيرانية، تعد رابع أكبر مدينة في محافظة خراسان الرضوية بعد كل من مدينة مشهد وسبزوار ونيسابور.

## التسمية
«تربت» باللغة الفارسية تعني: موضع دفن الميت، أي قبره، وفي العربية تُكتب: «تربة».
و «حيدريه» مأخوذة من اسم «قطب الدين حيدر» وهو عالم صوفي شهير مدفون هناك.
و مجمل اسم المدينة معناه: «مدفن قطب حيدر».

## معرض صور

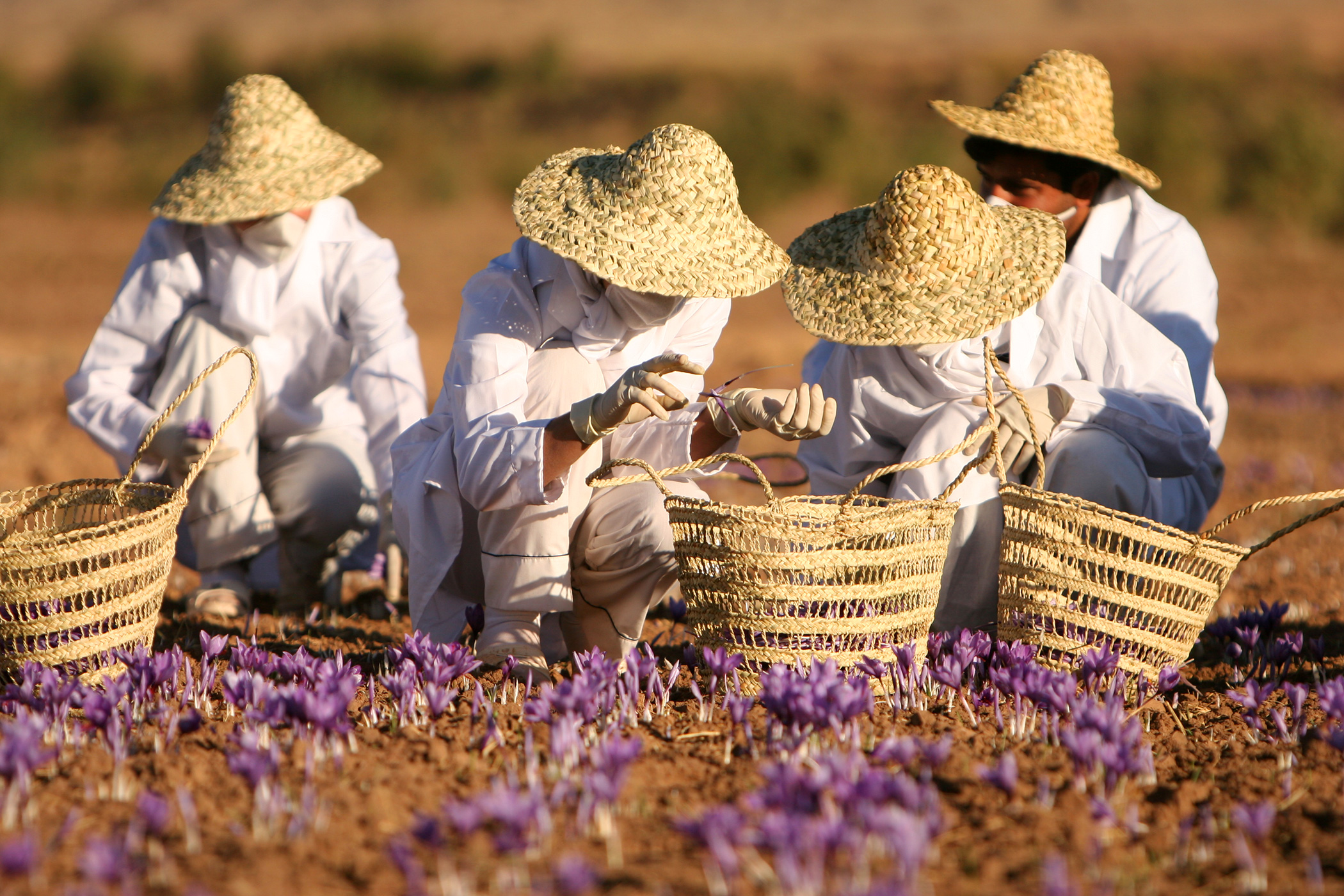
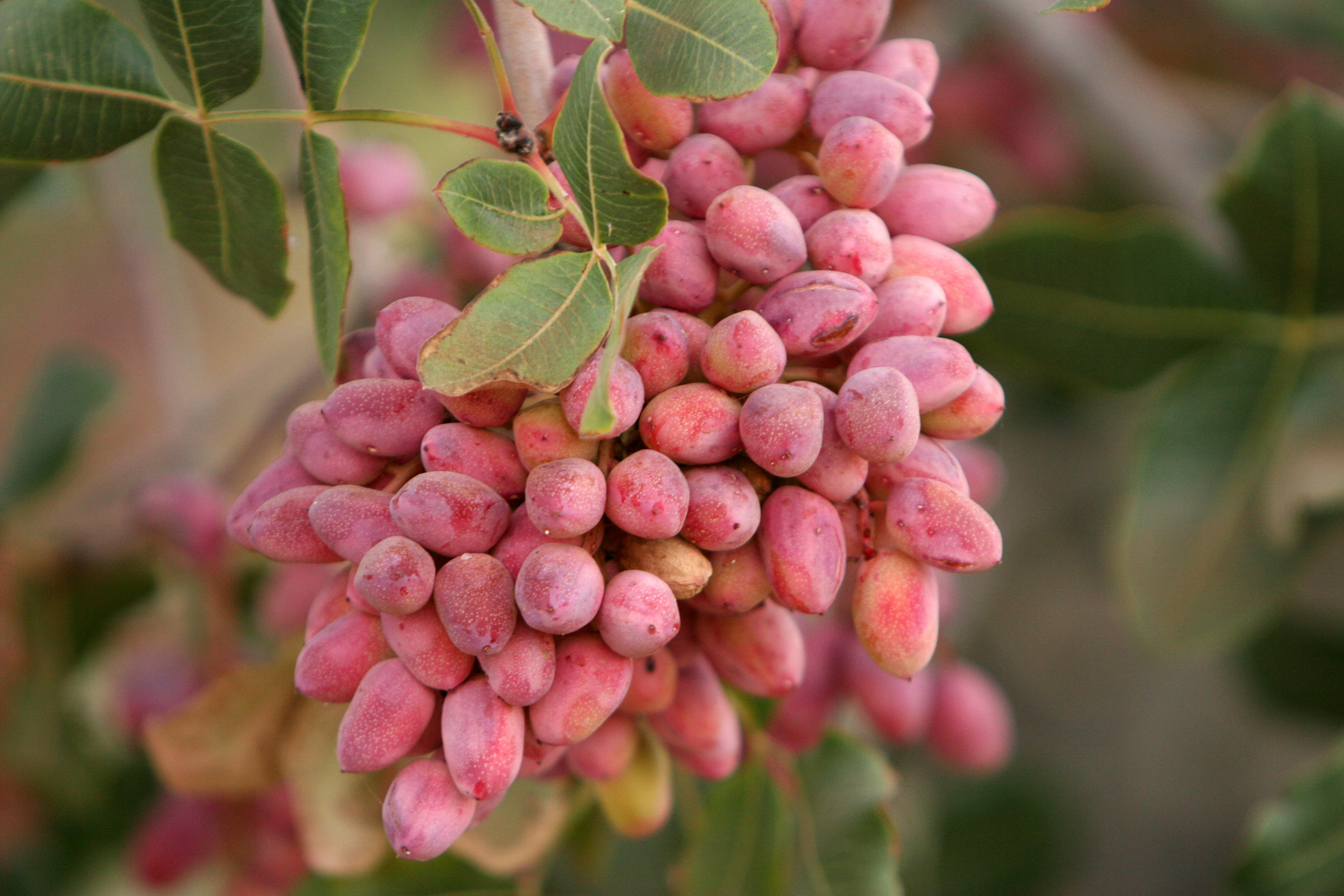
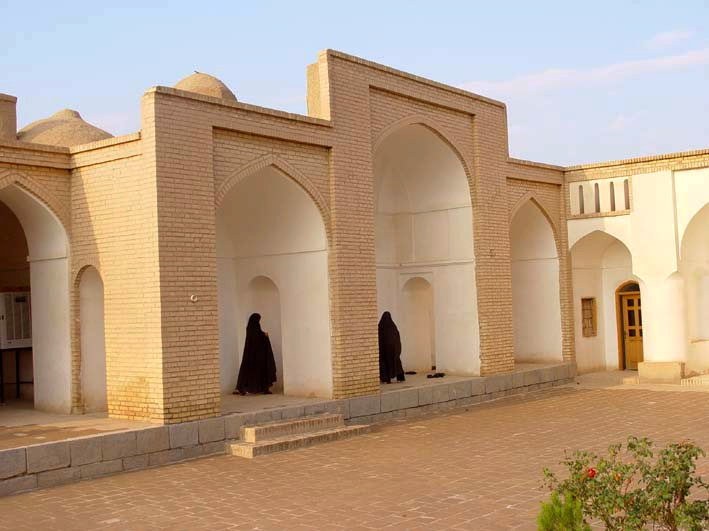

## أعلام
- محمد قهرمان.